# Joseph Vallot

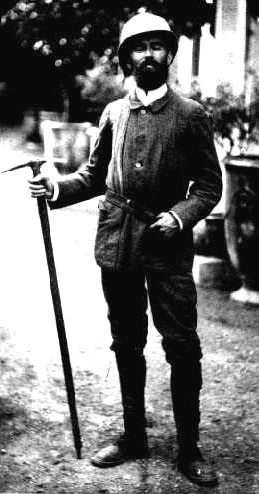
Joseph Vallot 1892

Das erste Observatorium

Henri Marie Joseph Vallot (* 16. Februar 1854 in Lodève, Département Hérault; † 1925 in Nizza) war ein französischer Privatgelehrter.
Vallot war mit seinen breitgefächerten Interessen in den Gebieten Botanik, Glaziologie, Bauwesen, Geologie, Fotografie, Medizin, Physiologie, Kartographie, Alpinismus und Meteorologie als ernsthafter Amateurwissenschaftler bekannt. Aus einer wohlhabenden Familie stammend, war es ihm möglich, seine Interessen weitgehend selbst zu finanzieren. 

## Leistungen am Mont Blanc
Joseph Vallot entdeckte seine Leidenschaft für den Mont Blanc, als er 1875 einen Geologen-Kongress in Chamonix besuchte. Zu jener Zeit war die wissenschaftliche Erforschung der Gebirge, abgesehen von einigen Beobachtungen des Genfer Naturforschers Horace-Bénédict de Saussure, noch weitgehend Neuland. Vallot bestieg den Mont Blanc zum ersten Mal 1880 und entschied, auf dem Berg ein Observatorium zu bauen. Dies zu einer Zeit, als Mediziner es als sehr gefährlich erachteten, in solchen Höhen zu übernachten. Im Jahr 1887 verbrachte er mit seinen Bergführern drei Nächte in einem Zelt auf dem Mont-Blanc-Gipfel, um nachzuweisen, dass das Leben in einer solchen Höhe möglich ist. Er handelte mit der Gemeinde Chamonix und den örtlichen Bergführern die Bedingungen aus, um eine Hütte auf dem Bossesgrat zu bauen, 450 Meter unterhalb des Gipfels. Die Gemeinde beteiligte sich mit 800 Francs, die Bergführer mit 200 Francs, und er selber mit 5500 Francs an den Baukosten. Im Jahr 1890 transportierten über 100 Träger in acht Tagen das notwendige Material auf den Berg, um eine Hütte von fünf mal drei Metern mit zwei Räumen zu bauen, welche als Schutzraum und als Labor dienten. Dieses erste Observatorium wurde in der Folge mehrfach erweitert und neugebaut. Später wurde es äußerst komfortabel eingerichtet und wies auch einen chinesischen Salon auf. Außerdem wurde eine separate Schutzhütte für Bergführer und ihre Gäste erstellt, in der auch der spätere Papst Pius XI. übernachtete.
Ein Jahr nach dem ersten Hüttenbau wurde der Wissenschaftler Jules Janssen (1824–1907) damit beauftragt, ein staatliches Observatorium auf dem Mont Blanc zu errichten. Janssen war bereits
in fortgeschrittenem Alter und hinkte, so dass er nur auf einem Schlitten, der von mehreren Führern gezogen wurde, auf den Berg gelangen konnte. Nach dem Tod von Janssen im Jahr 1907 zerfiel dessen Observatorium rasch, und seine Balken wurden dazu verwendet, die Vallot-Hütte zu beheizen.
Joseph Vallot arbeitete auch am Projekt eines Zuges, der Touristen auf den Mont Blanc bringen sollte, sowie an der Verwirklichung der Seilbahn auf die Aiguille du Midi.
Als begeisterter Fotograf sammelte Vallot Aufnahmen seiner Gebirgstouren. Er war Mitbegründer des Fotoapparate-Herstellers Gaumont. Das Alpinmuseum von Chamonix bewahrt zahlreiche Dokumente zu Vallot auf und hat auch den chinesischen Salon seines Observatoriums wieder aufgebaut.

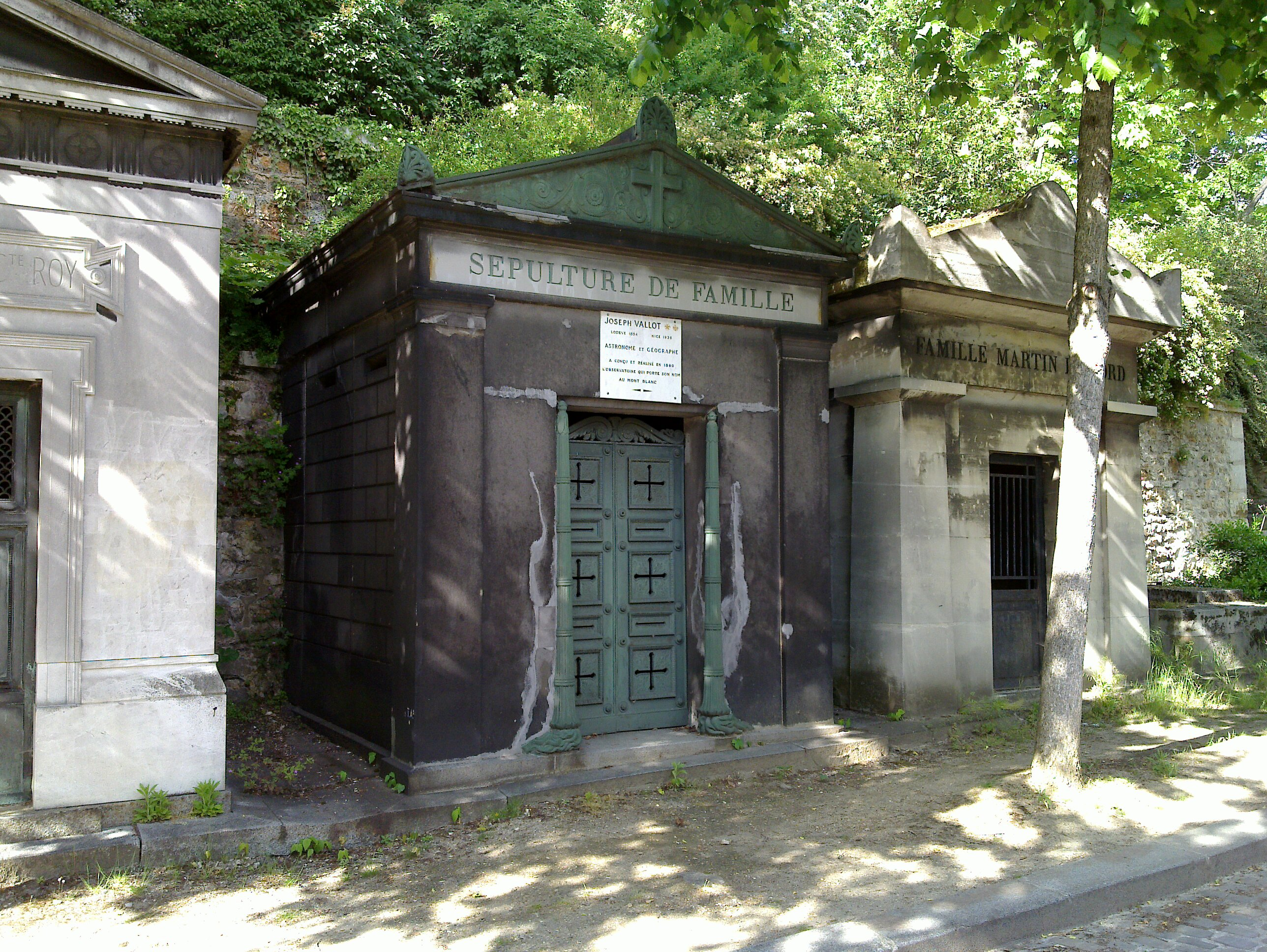
Vallots Grab

Joseph Vallot half seinem Cousin, dem Ingenieur Henri Vallot, ab 1892 eine Karte des Mont-Blanc-Massivs im Maßstab 1:20.000 zu erstellen. Dieses Vorhaben wurde nach seinem Tod von dessen Sohn Charles Vallot vollendet, der auch den berühmten Gebirgsführer Guide Vallot begründete.
Joseph Vallot ist auf dem Friedhof Père-Lachaise (Division 36) in Paris beigesetzt. In seinem Geburtsort ist ein Gymnasium nach ihm benannt, und in Chamonix und Nizza jeweils eine Straße. Zudem ist er Namensgeber für den Vallot-Gletscher in der Antarktis.
Heutzutage besteht die Vallot-Hütte noch als Biwakschachtel für Alpinisten, sowie als kleines Observatorium, welches vom Centre national de la recherche scientifique betrieben wird, unmittelbar unterhalb der Notunterkunft.